# Sint-Sebastiaansgilde (Westerlo)
De Sint-Sebastiaansgilde is een vereniging in de Vlaamse gemeente Westerlo. 
Onder de van Wezemaels schoten de gildebroeders in Westerlo met een kleine kruisboog. 
In 1437 richtte Jan van Wezemael nog een landjuweel en in 1440 een schietspel te Westerlo in met de kleine kruisboog. De van Wezemaels waren familie van de Hertogen van Brabant en onderhielden een zeer nauwe familieband.
Onder de Merode werd de handboog het wapen van de gildebroeders. De Keure van Westerlo uit 1515 vermeldt de “schutters van de handbooggilde aldaar”. 
In 1593 kreeg Philips van Merode van zijn vader de opdracht het kasteel te Westerlo terug op te bouwen. Hij schonk de handbooggilde in 1596 een ”nieuwe Caerte”, een oorkonde met de reglementen voor de gilde. Sinds die tijd is de familie de Merode hoofdman of ere-hoofdman van de gilde. De gilde werd opgericht door de toenmalige heer de Merode van Westerlo als een soort militie ter verdediging van het kasteel en het dorp. 
De patroonheilige van de gilde is Sint Sebastiaan. Sint Sebastiaan wordt tot op de dag van vandaag vereerd als martelaar op 20 januari. Hij wordt aangeroepen tegen de pest vanwege zijn attribuut "pijlen". De pijlen zijn symbool van onheil en pest. Dezelfde pijlen maken hem tot beschermheilige van het schuttersgilde. 
In januari 2004 werden 1330 ha bossen door de familie de Merode aan de Vlaamse Regering en verkocht aan Kempisch Landschap VZW. Bij de verkoop werden de twee gebouwen die liggen op het grondgebied Westerlo door het gemeentebestuur aangekocht. Het ene gebouw "De Garve" werd reeds gepacht door de Volkskunstgroep Die Spelewei. Na een lange zoektocht kreeg de Sint-Sebastiaansgilde van Westerlo met als hoofdman Danny Huygens in januari 2009 de erfpacht van het andere gebouw "De Asberghoeve". De Asberghoeve was na een lange leegstand verworden tot een ruïne.
De gilde startte snel met de renovatie en 23 april 2010 werd dit gebouw officieel geopend.
Het gebouw werd ingezegend door de deken van Westerlo Marc Decroos, ook pater van de abdij van Tongerlo, en in in aanwezigheid van de familie de Merode in persoon van Gravin Henriette de Vogüé, weduwe van prins Phillipe-Albert de Merode en weduwe van Graaf Geoffry Budes de Guébriant.
Een openingsrede wordt gegeven door Ludo Helsen als afgevaardigde van de Provincie en Guy Van Hirtum als burgemeester van Westerlo.
Eind 2014 nam Danny Huygens ontslag als hoofdman en op 11 januari 2015 werd Marc Van Den Bruel door de Algemene Vergadering verkozen als nieuwe hoofdman.
De Gilde van Westerlo is een vereniging die vele disciplines omvat:
1. Een handboogschuttersgilde "WSS" die actief zowel in de Kempische Gildenschutterij als op de Nationale als Internationale Schutterscompetitie.
2. Een vendelgroep "Ansfried" met enkele gediplomeerde vendeliers.
3. Een muziekgroep "Het Westels Volksorkest"
4. Een dansgroep "Trawantel"